# Бильский, Эдуард Антонович
Эдуа́рд Анто́нович Бильский (укр. Едуард Антонович Більський; 13 июля 1931, Киев — 27 декабря 2016, там же) — советский и украинский архитектор. Действительный член Украинской академии архитектуры. Автор градостроительного решения жилого массива Виноградарь.

## Биография
Родился в семье врача и бухгалтера. В 1956 году окончил Киевский инженерно-строительный институт. Сразу после окончания учёбы начал работать в ОАО «Киевпроект». С 1964 по 1984 год преподавал в Киевском инженерно-строительном институте. С 1968 по 1986 был в совете при главном архитекторе Киева. С 1974 по 1984 год разрабатывал проект жилого массива Виноградарь, а с 1984 по 1991 год проект жилого массива Синеозёрный, оба в Киеве.
Похороны состоялись 29 декабря на Байковом кладбище.

## Проекты
- Центральный автовокзал (в соавторстве с арх. Авраамом Милецким и И. Н. Мельником, 1961) на Демиевской площади;
- Дворец детей и юношества (в соавторстве с Авраамом Милецким, 1962—1965);
- Правительственные резиденции (1971)
- Дворец бракосочетаний Днепровского района (1971)
- Жилой район Виноградарь (1974—1984);
- Проект транспортной развязки на Демиевской площади в Киеве (1984);
- Жилой район Синеозёрный (1984—1991);
- Проект музыкальной школы в Киеве;
- Общественный центр с многозальным кинотеатром, танцевальным клубом и библиотекой (после распада СССР остался недостроенным);
- Проект строительства жилых зданий и объектов социально-бытовой сферы по адресу: проспект Глушкова, 6, Голосеевский район.

## Награды и звания
- Лауреат первой Государственной премии СССР (1967).
- Заслуженный архитектор УССР (1982).